# Łytwyniwka (obwód połtawski)
Łytwyniwka (ukr. Литвинівка) – wieś na Ukrainie, w obwodzie połtawskim, w rejonie połtawskim, w hromadzie Reszetyliwka. W 2001 liczyła 251 mieszkańców, spośród których 250 wskazało jako ojczysty język ukraiński, a 1 rosyjski.